# Santo Tomás Chichicastenango
Santo Tomás Chichicastenango, o semplicemente Chichicastenango, è un comune del Guatemala facente parte del dipartimento di Quiché.
La principale attrattiva di Chichicastenango è costituita dal mercato che ha luogo tutti i giovedì e le domeniche in cui si affollano venditori di artigianato, vasellame, tessuti, cibo, fiori, piante medicinali, animali domestici etc. etc.

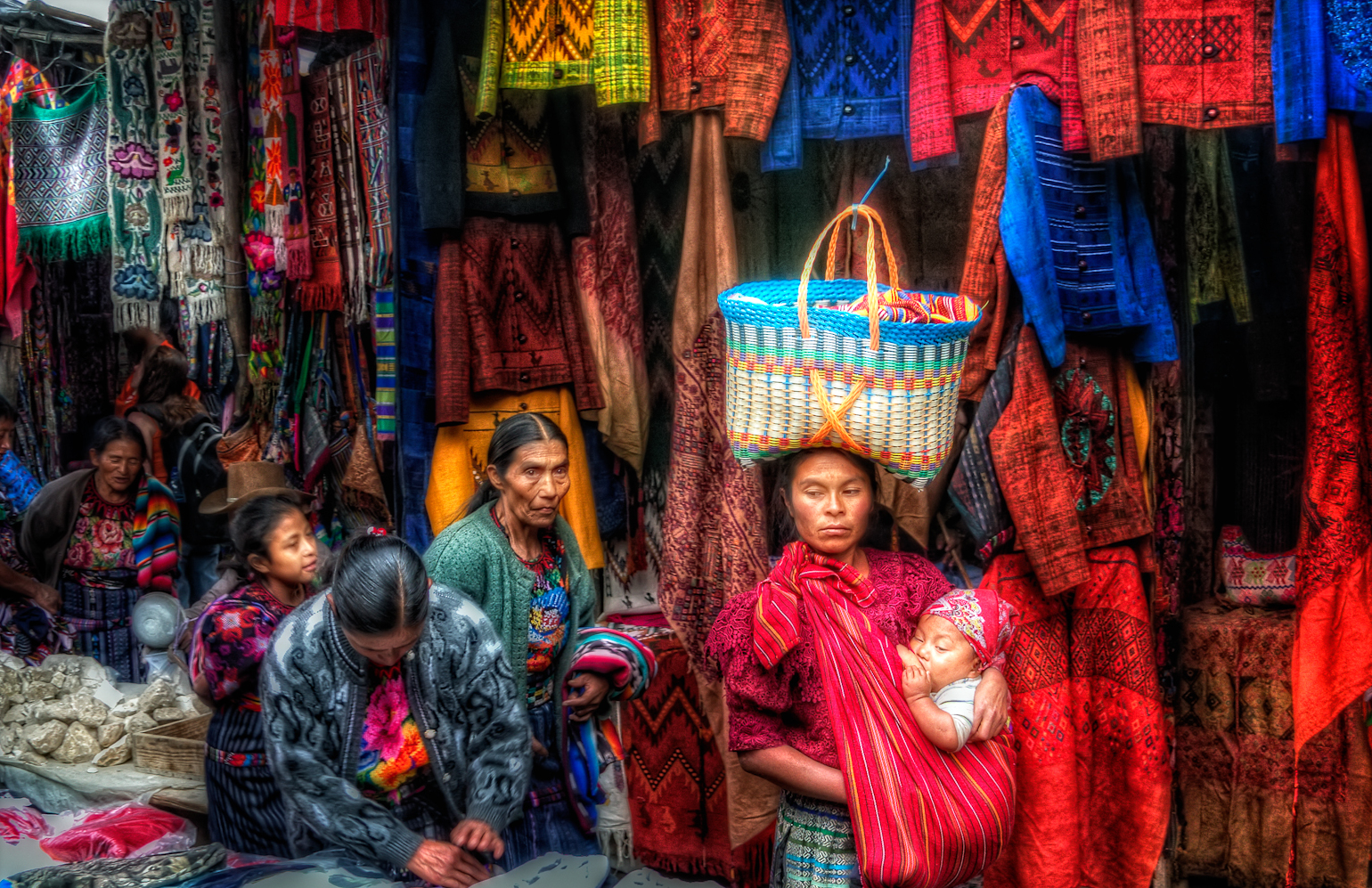
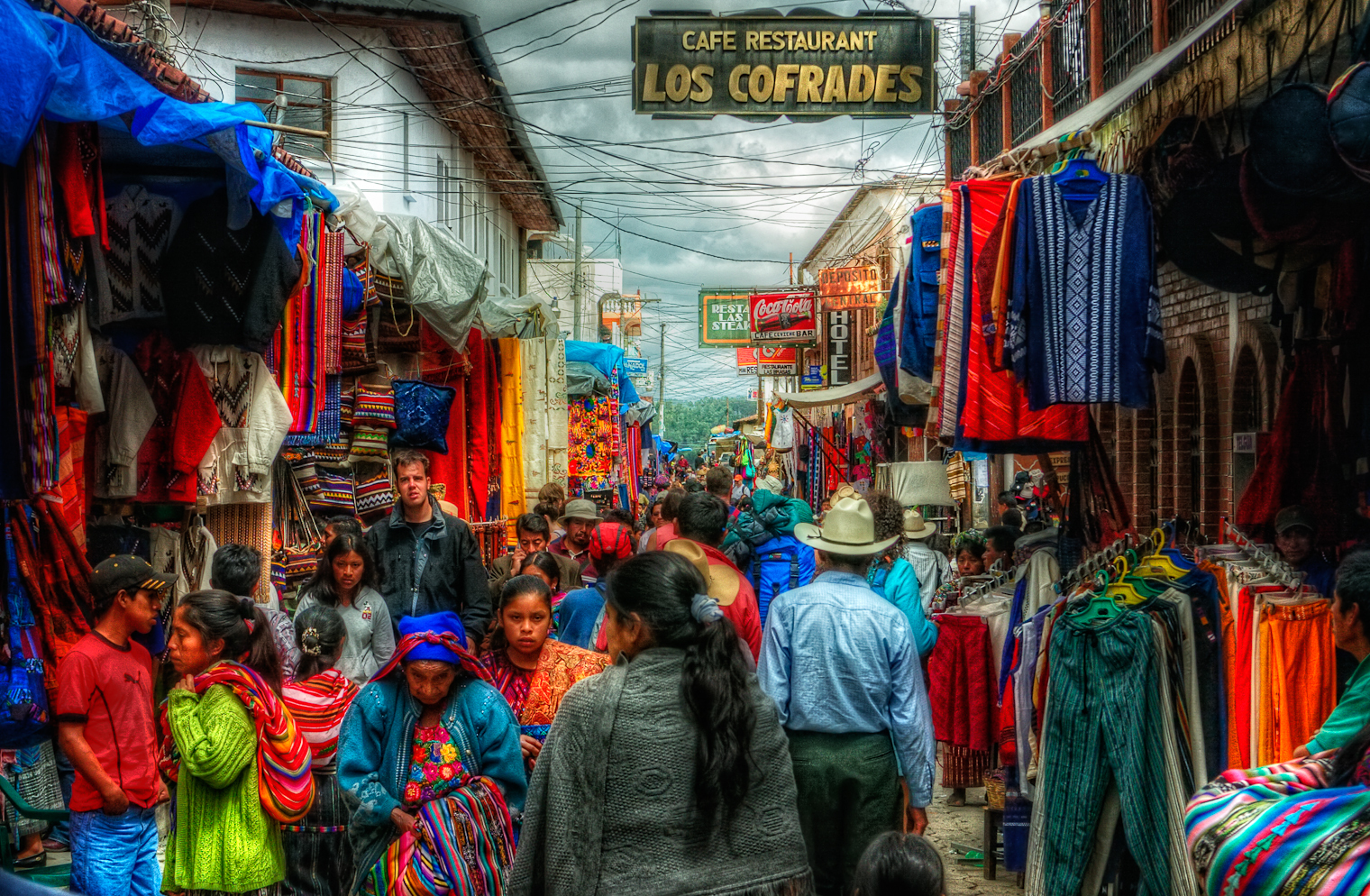
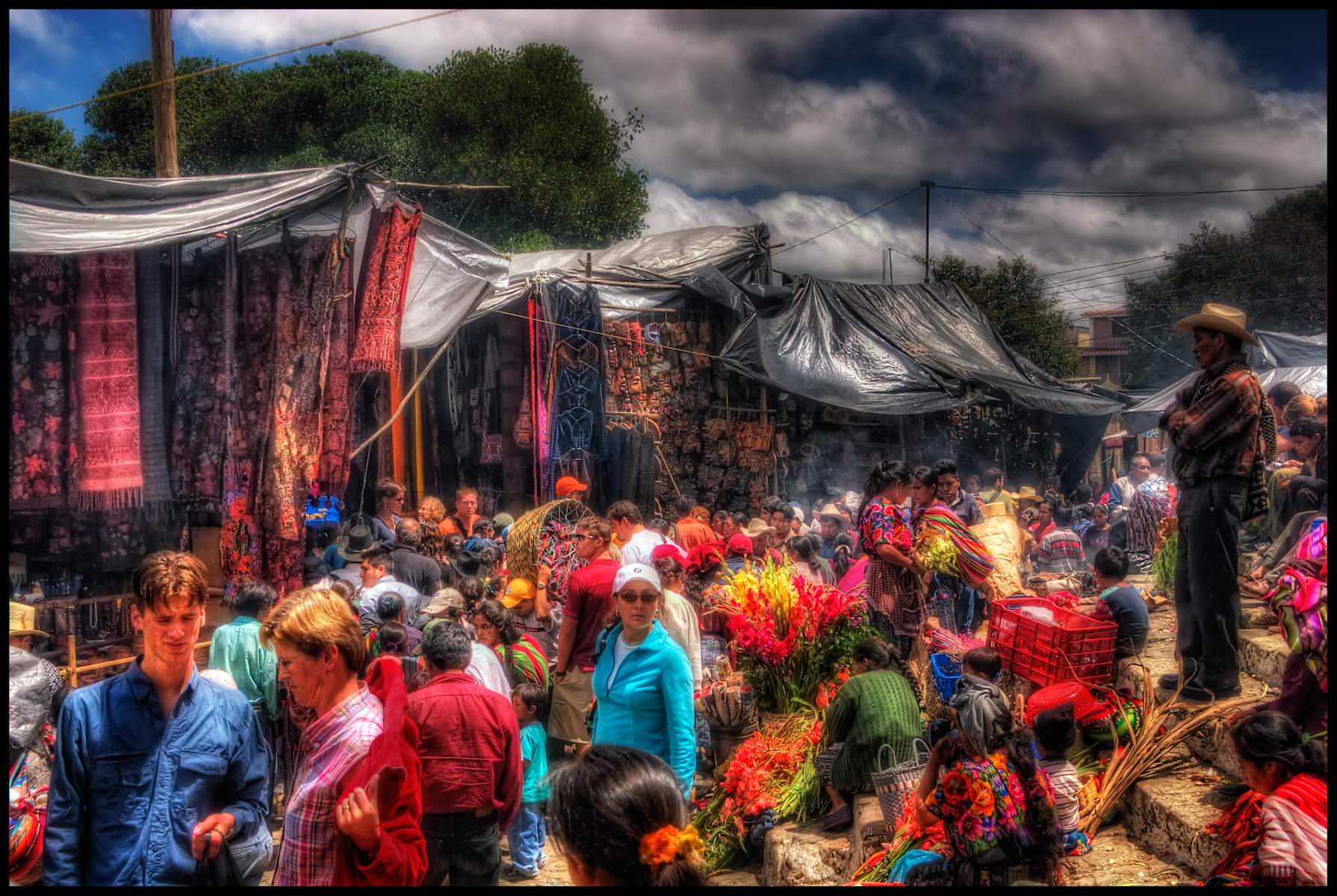